# Die Straße (Roman)
Die Straße (englischer Originaltitel: The Road) ist ein dystopischer Roman des amerikanischen Autors Cormac McCarthy aus dem Jahr 2006, die deutschsprachige Übersetzung von Nikolaus Stingl erschien 2007. Der Autor gewann für den Roman 2007 den Pulitzer-Preis für Romane, den James Tait Black Memorial Prize und den Believer Book Award. Die US-Zeitschrift Time listete ihn als den besten Roman seines Jahrzehnts und das Entertainment Weekly nannte McCarthys Roman das beste Buch der letzten 25 Jahre im Zeitraum von 1983 bis 2008.

## Inhalt
Der Roman handelt von einem Vater und seinem Sohn, die nach einem nicht näher bezeichneten Katastrophenereignis durch ein postapokalyptisches Amerika in Richtung Küste ziehen. Dort, so hoffen sie, sei ihr Überleben gesichert. Die Reise dorthin erstreckt sich über mehrere Monate unter durch Asche verdunkeltem Himmel und bei Temperaturen nahe dem Gefrierpunkt. Die meisten Tiere und Pflanzen sind tot, lediglich einmal treffen Vater und Sohn auf einen ausgemergelten Hund. Die wenigen Überlebenden der Katastrophe durchstreifen das Land in rivalisierenden Gruppen, von denen einige auch vor Kannibalismus nicht zurückschrecken.
Aus den zu Beginn des Romans im inneren Monolog dargebotenen Erinnerungen des Vaters kann der Leser erschließen, dass seine Frau bald nach der Katastrophe, aber vor dem Einsetzen der äußeren Romanhandlung Suizid begangen hat. In der Folge hat es der Mann sich zur Aufgabe gemacht, das Leben des Sohnes für dessen vom Vater erhoffte bessere Zukunft zu beschützen und gemeinsam mit ihm auch unter den post-katastrophischen Umständen ein moralisch integres Leben zu führen. Vater und Sohn bezeichnen sich als diejenigen, die „das Feuer bewahren“; häufig charakterisieren sie sich selbst auch als „die Guten“ im Unterschied zu „den Bösen“, die andere Menschen skrupellos ausrauben oder töten, um sie zu essen. Die Habseligkeiten der beiden sind in einem Einkaufswagen verstaut, den sie auf einer scheinbar nicht enden wollenden Abfolge von Straßen vor sich her schieben. Ein Revolver mit zwei Schuss Munition ist das einzige Mittel der beiden, um sich in schlimmster Not zu verteidigen – oder Selbstmord zu begehen.
Eines Tages treffen sie auf eine Bande schwerbewaffneter Kannibalen, die – auf der Ladefläche eines der wenigen noch fahrbereiten Laster sitzend – durch das Land streifen. Der Sohn gerät in die Hand eines der Kannibalen. Mit einem Kopfschuss aus dem Revolver befreit der Vater den Jungen. Sie schaffen es zu fliehen, müssen jedoch den Einkaufswagen mit ihren letzten Lebensmitteln zurücklassen. Nach einigen Tagen Fußmarsch unter Hunger finden sie ein Haus, in dessen Keller sich fast verhungerte Menschen befinden, die als „Vorräte“ für eine weitere Bande dienen, die das Haus als ihr Hauptquartier bewohnt. Bei einem anderen Haus finden sie schließlich einen privaten Bunker voll mit Nahrungsmitteln, in dem sie jedoch unter größten Vorsichtsmaßnahmen nur wenige Tage bleiben. Vor der Weiterreise nehmen sie sich einen Karren und laden so viel Nahrung auf wie nur möglich.
Im weiteren Verlauf des Fußmarsches treffen sie auf einen alten Mann, den sie zu einem Abendessen einladen, dem sie aber nicht erlauben, sich ihnen anzuschließen.
Einige Zeit später bemerken Vater und Sohn früh, dass eine Gruppe Wanderer – drei Männer und eine schwangere Frau – zu ihnen aufschließt. Vater und Sohn lassen die vier passieren, ohne von ihnen gesehen zu werden. Kurz danach entdecken sie deren kurz zuvor verlassenes Lagerfeuer, über dem sie an einem Spieß die verkohlte Leiche eines Neugeborenen finden.
Schließlich erreichen Vater und Sohn die Küste, die jedoch nicht ihren Erwartungen entspricht und zudem kaum Nahrung oder überlebenswichtige Dinge bereithält. In Ufernähe entdeckt der Vater ein Schiffswrack, das er bis in den letzten Winkel untersucht. Einige nützliche Sachen kann er bergen, u. a. Konserven, einen Erste-Hilfe-Kasten und eine Leuchtpistole. Der Junge bekommt hohes Fieber, hat die Krankheit nach einigen Tagen aber folgenlos überstanden. Als sie ihr Lager am Strand nicht bewachen, raubt ein zerlumpter Mann sämtliche Vorräte. Nach zäher Suche finden sie ihn und berauben ihn, um ihm seinerseits das Gefühl des Beraubtseins zu vermitteln, all seiner Kleidung und damit sämtlicher Überlebenschancen. Auf Drängen des Jungen versuchen sie erfolglos, dem Davongejagten seine Kleidung zurückzugeben. Später wird der Vater mit einem Pfeil angeschossen, schafft es aber, den Angreifer mit der Leuchtpistole kampfunfähig zu machen. Der Vater behandelt seine Wunde, jedoch entzündet sie sich. Nachdem sie weitergezogen sind, fällt es dem Vater aufgrund seiner Verletzung und seiner schon länger währenden Lungenkrankheit, die sich in blutigem Husten äußert, zunehmend schwieriger, noch weiter zu laufen. Schließlich stirbt der Vater eines Nachts, während sein Sohn neben ihm liegt und ihn hält. Nach drei Tagen Trauer um seinen Vater stößt der Sohn auf einen Mann, der Vater einer Familie ist, die wie der Junge und sein verstorbener Vater zu „den Guten“ gehört und auf aggressive Überlebenspraktiken sowie Kannibalismus verzichtet. Der Junge fasst Vertrauen zu ihm und folgt ihm.

## Form
Erzählt wird das Geschehen von einem personalen Erzähler, der das Geschehen aus der Perspektive entweder des Vaters oder des Sohnes wiedergibt, ohne jedoch als Figur des Narrativs in Erscheinung zu treten. Durch das Privileg der Innenschau bei Vater und Sohn erhält der Leser Zugang zu deren Wahrnehmungen, Empfindungen und Hoffnungen.
Der Roman bedient sich zur Beschreibung der postapokalyptischen Welt einer sachlichen und knappen Sprache. Häufig verzichtet der Erzähler auf Verben und setzt stattdessen Partizipien ein. So wird sprachlich das Erstarrtsein dieser Welt betont. Der Literaturwissenschaftler Andreas Gaile verweist darauf, dass McCarthy im englischsprachigen Original viele Neologismen wie beispielsweise „hagmoss“, „batboard“ oder „godspoke“ erschafft. Andere Sprachschöpfungen kommen durch Wortklassenänderungen zustande, so das Adjektiv „immolate“ aus dem Verb „to immolate“ oder „parsible“ aus „to parse“.

## Stellung in der Literaturgeschichte
Die Darstellung einer zerstörten Welt mit den wenigen in ihr verbliebenen Menschen, die um ihr Überleben kämpfen und dabei die gewohnten Maßstäbe menschlichen Handelns verloren haben, weist den Roman als Vertreter der Gattung der Dystopie aus. Spezifischer kann man den Roman der Untergattung einer Literatur der Postapokalypse zuordnen. Bekannte Vertreter dieser Untergattung sind On the Beach von Nevil Shute, Lobgesang auf Leibowitz von Walter M. Miller, Jr., Earth Abides von George R. Stewart, Luzifers Hammer von Larry Niven und Jerry Pournelle oder California von Edan Lepucki.

## Rezension
Die österreichische Zeitschrift profil schrieb:
Jedem Autor geringeren Formats wäre dieser radikal reduzierte, buchstäblich das Nichts umkreisende Erzählstoff zum schieren Action-Kitsch geronnen. McCarthy hat aus der Geschichte zweier Überlebender der Apokalypse eine große, alttestamentlich anmutende Erzählung gemacht.
Kritik im Focus:
Ein außergewöhnlich berührendes, zutiefst aufwühlendes Werk – erhaben, majestätisch, von biblischer Wucht.

## Sekundärliteratur
- Eva Horn: Zukunft als Katastrophe. Frankfurt a. M. 2014, S. 157–164, 232–240.
- Sascha Löwenstein: Das lebendige Ich – Grundzüge einer literarischen Anthropologie in Cormac McCarthys The Road. In: Thomas Maier, Sascha Löwenstein (Hrsg.): Schöner Sterben. Vorträge zur Literatur beim Heinrich von Veldeke Kreis. Wissenschaftlicher Verlag, Berlin, 2013, S. 26–58.
- Andreas Mauz: Der Strasse entlang. Über Cormac McCarthys The Road (2006). In: David Plüss u. a. (Hrsg.): Im Auge des Flaneurs. Fundstücke zur religiösen Lebenskunst (= FS A. Grözinger), Zürich: TVZ 2009 (Christentum und Kultur, Bd. 11), S. 275–287.
- Alex Rühle: Überleben, ohne töten zu müssen: In Cormac McCarthys mit dem Pulitzer-Preis ausgezeichnetem Roman Die Straße trauert das ganze Sonnensystem. Süddeutsche Zeitung, 26. April 2007.
- Peter Sloterdijk: Wer noch kein Grau gedacht hat. Eine Farbenlehre. Berlin 2022. S. 180–186.

## Adaptionen
Das Buch wurde 2009 unter der Regie von John Hillcoat als The Road verfilmt. Im September 2009 wurde der Film im Wettbewerb der 66. Filmfestspiele von Venedig uraufgeführt. Die Rolle von Vater und Sohn übernahmen Viggo Mortensen und Kodi Smit-McPhee. In weiteren Rollen sind Charlize Theron als Mutter sowie Robert Duvall, Guy Pearce und Molly Parker zu sehen. In Deutschland startete der Film am 7. Oktober 2010 in den Kinos. Den Soundtrack des Films konzipierten Nick Cave und Warren Ellis.
Manu Larcenet veröffentlichte 2024 eine Graphic-Novel-Fassung unter dem Titel La Route beim Verlag Dargaud, deren Übersetzung ins Deutsche bei Reprodukt im selben Jahr erschien.